# Брузіно-Арсіціо
Брузіно-Арсіціо (італ. Brusino Arsizio) — громада  в Швейцарії в кантоні Тічино, округ Лугано.

## Географія
Громада розташована на відстані близько 165 км на південний схід від Берна, 31 км на південь від Беллінцони.
Брузіно-Арсіціо має площу 4,2 км², з яких на 9,1% дозволяється будівництво (житлове та будівництво доріг), 2,9% використовуються в сільськогосподарських цілях, 88% зайнято лісами, 0% не є продуктивними (річки, льодовики або гори).

## Демографія
2019 року в громаді мешкало 459 осіб (+8% порівняно з 2010 роком), іноземців було 22,9%. Густота населення становила 111 осіб/км².
За віковим діапазоном населення розподілялося таким чином: 12,2% — особи молодші 20 років, 57,5% — особи у віці 20—64 років, 30,3% — особи у віці 65 років та старші. Було 232 помешкань (у середньому 2 особи в помешканні).